# 河头烈士公墓
河头烈士公墓，位于中国广东省湛江市遂溪县河头镇彭城村，为遂溪县的一个县级文物保护单位，类型为近现代重要史迹及代表性建筑，公布时间为1995年4月17日。
河头烈士公墓的历史年代为现代。